# Dysdera sefrensis
Dysdera sefrensis là một loài nhện trong họ Dysderidae.
Loài này thuộc chi Dysdera. Dysdera sefrensis được Eugène Simon miêu tả năm 1910.